# Джон Мейн
о. Джон Мейн OSB (1926 — 30 грудня 1982) — католицький священик, монах-бенедиктинець, засновник «Міжнародної спільноти християнської медитації» (англ. «World Community для християнської медитації», WCCM), автор численних книг, присвячених споглядальному християнському містицизму і міжрелігійному діалогу. Популяризатор християнської медитації — особливої форми споглядальної молитви, яка описується ним, як адаптована для сучасного городянина практика «чистої молитви» (лат. oratio pura) св. Йоана Касіяна, в якій основним методом є дисципліна повторення, рецитування молитовної формули, або християнської мантри. Джон Мейн також вживав у своїх книгах слово «мантра», що походить із санскриту та наразі повністю засвоєне сучасною англійською мовою. Поняття «християнська мантра» о. Мейн використовував як еквівалент терміну «молитовна формула» (лат. «formula»), про яку Йоан Касіян пише у своїй «другій співбесіді авви Ісаака про молитву». Також Джон Мейн є одним з головних католицьких авторів другої половини XX століття, які послідовно розвивали ідею про важливість оновлення мови християнської теології в процесі діалогу з сучасним світом і філософіями інших світових релігій (італ. «аджорнаменто» — оновлення). Ця ідея була сформульована св. Йоаном XXIII на II Ватиканському соборі та з часом стала основою для міжрелігійного діалогу, який сьогодні активно ведеться Католицькою Церквою.

## Біографія
Джон Мейн народився в Лондоні, його мирське ім'я — Дуглас. Ім'я, взяте ним в чернецтві, пов'язане з його великим інтересом до особистості апостола Йоана. Мейн вивчав теологію в Анджелікум, Папському університеті св. Томи Аквінського, а також отримував юридичну освіту в Дублінському університеті. Потім працював в урядовому департаменті Великої Британії у справах колоній, в Куала-Лумпур (Малайзія). Там він вперше познайомився з східної формою медитативної практики, спілкуючись з індуїстським свами (Свамі Сатьянанда, засновник «Товариства Чистого Життя» — притулку для жертв військового конфлікту, що розгорнувся в 1948–1960 роках), який дав йому пораду медитувати, рецитуючи як мантру слово з Біблії. У 1959 р. Джон Мейн вступив в бенедиктинське абатство Ілінг в передмісті Лондону, де остаточно розпізнав у собі покликання до медитативної духовності, яку він спочатку відкрив для себе в Азії, і яку пізніше, коли став бенедиктинським ченцем, розпізнає в духовній спадщині ранньохристиянських пустельників. У 1963 р. був висвячений на священика і призначений викладачем у «Школі св. Бенедикта» (підліткова школа, що належить до абатства). 1970 р. — о. Джон призначений директором школи абатства св. Ансельма (Вашингтон, США), де більш глибоко занурився у вивчення праць св. Йоана Касіяна. Пізніше, в 1974 р., Мейн повертається з Вашингтона до Ілінгу, і в 1975 р. починає збирати експериментальну медитативну спільноту для мирян, на базі якої виріс перший лондонський центр християнської медитації, що згодом став головним центром WCCM. У роботі з цією групою бере участь Лоренс Фрімен, ментором якого в новіціяті був Джон Мейн. 1976 р. — Мейн відвідує абатство Діви Марії Гефсиманської (Кентуккі, США), ченцем якого був Томас Мертон OCSO, і протягом декількох днів дає там кілька публічних виступів про медитативну практику. Ці виступи стали початком його вчительства, і з часом (у 1982 р.) на їх основі була видана книга, збірка фрагментів лекцій — «Гефсиманські розмови». У 1977 р., разом зі своїм учнем, Лоренсом Фріменом, о. Мейн був запрошений Монреальським єпископом в Канаду, для заснування нового монастиря, і в ньому — бенедиктинської спільноти, що складалася одночасно з ченців, чорниць і мирян, що разом практикували дисципліну християнської медитації. 30 грудня 1982 р. о. Джон Мейн помер від раку в своєму новому монастирі в Монреалі.

## Вчення
Практична частина настанов о. Джона Мейна щодо його бачення християнської форми медитації описана в книгах його учня, священика і ченця-бенедиктинця конгрегації Оліветанців — о. Лоренса Фрімена OSB. Ось приклад одного з коротких описів того, чому вчив Джон Мейн:
|  | Джон Мейн почав навчати медитації в 1976 році після короткого перебування в скиті Томаса Мертона та виступу на трьох конференціях для ченців в абатстві Марії Гефсиманської (США, Кентуккі). Таким був початок його активної місії, за яку він узявся в останні роки свого життя - від відкриття невеликого центру медитації в лондонському монастирі, подальшого заснування нового монастиря в Монреалі і до функціонуючої нині світової спільноти медитативних груп. Яке ж його вчення? Сядь нерухомо. Випрямися. Прикрий очі. Сиди спокійно, але перебуваючи в зосередженні. У тиші почни повторювати про себе одне слово, твою молитовну формулу. Я раджу слово-молитву "Маранафа" (арамійське слово, що у перекладі означає — «Господь, прийди», 1 Кор 16:22). Вимовляй його як чотири склади рівної довжини. Вслухайся в них. Повторюй їх спокійно, але невпинно. Не думай ні про що і нічого собі не уявляй - ні духовного, ні мирського. Виникаючі під час медитації думки або образи сприймай як розсіювання уваги і постійно повертайся до повторення свого слова. Медитуй щодня, вранці та ввечері, по 20-30 хвилин. |